# Capriglia Irpina
Capriglia Irpina község (comune) Olaszország Campania régiójában, Avellino megyében.

## Fekvése
A megye központi részén fekszik. Határai: Avellino, Grottolella, Sant’Angelo a Scala, Summonte és Montefredane.

## Története
A 10. században alapították. A következő századokban nemesi birtok volt. A 19. században nyerte el önállóságát, amikor a Nápolyi Királyságban felszámolták a feudalizmust. A település neve valószínűleg a latin capra szóból (jelentése kecske) ered, miután a vidéket egykoron legelőként használták. 

## Népessége
A népesség számának alakulása:

## Fő látnivalók
A település látnivalói a 10. században épült San Nicola di Bari-templom valamint a Castello Caraffa, a település középkori erődje.